# Никесиполида
Никесиполида (др.-греч. Νικησίπολις, IV век до н. э.) — одна из многочисленных жён македонского царя Филиппа II, которая родила ему дочь и будущую царицу Македонии Фессалонику.
В историографии существует множество противоречивых версий относительно обстоятельства и даты свадьбы Никесиполиды и Филиппа II.

## Биография
Имя Никесиполиды из Фер впервые упомянуто у Афинея, который цитировал историка Сатира Перипатетика: «чтобы породниться с фессалийцами он [ Филипп II ] завёл детей от двух фессалийских жён, одна из которых Никесиполида Ферская, родила ему Фессалонику, а другая, Филинна Ларисейская, родила ему Арридея». Согласно Стефану Византийскому, Никесиполида была племянницей верховного вождя-тага Фессалии Ясона Ферского. В описываемое время, Фессалия была разделена на сторонников ферских тиранов и «свободные города», во главе которых находился аристократический род Алевадов, к которому принадлежала Филинна. По одной из версий, «фессалийские браки» Филиппа II должны были примирить фессалийское общество под властью македонского царя. Возможно, Никесиполида была не племянницей наиболее влиятельного и знакового ферского тирана Ясона, а являлась представительницей фессалийской знати из лагеря ферских тиранов.
По мнению В. Хеккеля, Никесиполида идентична «фессалийке», которая в изложении Плутарха произвела впечатление на Олимпиаду. Согласно античному историку, Олимпиада заподозрила, что фессалийка околдовала Филиппа II приворотным зельем. Однако, после разговора с ней царица отметила, что фессалийка не только красива, но и во время разговора держится разумно и с достоинством. Согласно легенде Олимпиада сказала: «Прочь клевета! Приворотное зелье в тебе самой.»
В браке с Филиппом II Никесиполида родила дочь Фессалонику, чьё имя дословно обозначает «Фессалийская победа». Из сочинения Стефана Византийского следует, что Никесиполида умерла спустя двадцать дней после рождения дочери.
Даты женитьбы Филиппа на Никесиполиде и рождения Фессалоники являются дискуссионными. Сатир Перипатетик в изложении Афинея перечислял жён Филиппа II в хронологическом порядке. В этом фрагменте имена двух фессалийских жён расположены рядом. Этот факт предполагает несколько гипотез. По одной из них Филипп II одновременно взял в жёны двух знатных фессалиек из противоположных лагерей. Скорая смерть Никесиполиды, вскоре после рождения дочери, стала одним из факторов последующего ухудшения отношений Филиппа II с ферскими тиранами. По другой версии, после первого похода в Фессалию против ферских тиранов Филипп II заключил союз лишь со свободными фессалийскими городами, который был закреплён браком с Филинной. Античный автор расположил имена двух женщин вместе либо по ошибке, либо для того, чтобы подчеркнуть их происхождение из Фессалии. В таком случае брак Филиппа II с Никесиполидой следует датировать более поздними датами. А. Тронсон и Й. Уортингтон связывали свадьбу с победой Филиппа II в битве на Крокусовом поле после которой ферские тираны капитулировали. Ф. Шахермайр считал, что её следует датировать периодом «после 346 года до н. э.», когда Филипп II «отстранился» от Олимпиады. Наиболее поздняя датировка свадьбы связана с судьбой дочери Никесиполиды Фессалоники. В 315 году до н. э. она вышла замуж за Кассандра и родила трёх сыновей. Если бы Фессалоника родилась в 352 году, то на момент свадьбы ей было бы около 40 лет, что делает рождение трёх детей менее вероятным, по сравнению с возрастом вступления в брак около 30 лет.

### Первичные источники
- Афиней. Пир мудрецов. В пятнадцати книгах. Книги IX—XV / перевод с древнегреческого Н. Т. Голинкевича. — М.: Наука, 2010. — (Литературные памятники). — ISBN 978-5-02-037384-6.
- Stephani Βyzantii. Ethnica (англ.). — Berlin; New York: Walter de Gruyter GmbH & Co, 2011. — Vol. II. Δ—I. — ISBN 978-3-11-020346-2.
- Павсаний. Описание Эллады / Перевод и примечания С. П. Кондратьева под редакцией Е. В. Никитюк. Ответственный редактор проф. Э. Д. Фролов.. — СПб.: Алетейя, 1996. — ISBN 5-89329-006-2.
- Плутарх. Наставление супругам // Сочинения / под общей редакцией С. Апта, М. Гаспарова, С. Ошерова, А. Тахо-Годи и С. Шервинского. — М.: Художественная литература, 1983. — (Библиотека античной литературы).

### Исследования
- Дройзен И. Г. История эллинизма. — Ростов н/Д.: Феникс, 1995. — Т. 2. — 544 с. — ISBN 5-85880-079-3.
- Киляшова К. А. Политическая роль женщин при дворе македонских царей династии Аргеадов. Диссертация на соискание учёной степени кандидата исторических наук / Научный руководитель доктор исторических наук, профессор Э. В. Рунг. — Казань: Казанский (Приволжский) федеральный университет, 2018.
- Уортингтон Й[нем.]. Филипп II Македонский. — СПб. — М.: Евразия — ИД Клио, 2014. — 400 с. — ISBN 978-5-91852-053-6.
- Шахермайр Ф. Александр Македонский. — Ростов н/Д.: Феникс, 1997. — 576 с. — ISBN 5-85880-313-Х.
- Carney E. D.[англ.]. Women and Monarchy in Macedonia (англ.). — Norman: University of Oklahoma Press, 2000. — ISBN 0-8061-3212-4.
- Ellis J. R. Philip II and Macedonian Imperialism (англ.). — London: Thames and Hudson, 1976.
- Heckel W. Who's Who in the Age of Alexander and his Successors. From Chaironea to Ipsos (338—301 BC) (англ.). — Barnsley: Greenhill Books, 2021. — 554 p. — ISBN 978-1-78438-648-1.
- Martin T. A Phantom Fragment of Theopompus and Philip II's First Campaign in Thessaly (англ.) // Harvard Studies in Classical Philology. — Department of the Classics, Harvard University, 1982. — Vol. 86. — P. 55—78. — doi:10.2307/311184. — JSTOR 311184.
- Tronson A. Satyrus the Peripatetic and the Marriages of Philip II (англ.) // The Journal of Hellenic Studies. — The Society for the Promotion of Hellenic Studies, 1984. — Vol. 104. — P. 116—126. — doi:10.2307/630283. — JSTOR 630283.